# Raimondo Pereda
 Raimondo Pereda  (* 29. September 1840 in Lugano; † 10. Oktober 1915 ebenda) war ein Schweizer Maler und Bildhauer.

## Leben
Pereda besuchte die Zeichenschule in Lugano und war von 1857 bis 1861 an der Accademia di Belle Arti di Brera in Mailand. Danach absolvierte er ein Praktikum beim mailändischen Bildhauer Pietro Magni. Raimondo Pereda eröffnete um 1874 ein eigenes Atelier und bekam zahlreiche Aufträge für den dortigen Cimitero Monumentale und andere Friedhöfe in der Lombardei.

Denkmal für Elias Landolt, 1899, beim Zürcher Hirschengraben

Am Wettbewerb zum Telldenkmal in Altdorf erreichte er den dritten Rang. Im Jahre 1893 kehrte er endgültig nach Lugano zurück und war dort Zeichenlehrer. Von 1891 bis 1896 und von 1898 bis 1900 war er Mitglied der Eidgenössischen Kunstkommission.
Seine Genreskulpturen, welche stark vom Verismus geprägt sind, fanden in der bürgerlichen Gesellschaft grossen Anklang, trugen aber kaum zur Entwicklung der Kunst bei. Peredas häufigste Motive waren Frauen- und Kindergruppen mit ausgeprägter, fast schon karikaturhafter Mimik. Sein Interesse für den Symbolismus sind durch viele Friedhofsskulpturen belegt.